# Piezophidion punctatum
Piezophidion punctatum är en skalbaggsart som beskrevs av Martins 2005. Piezophidion punctatum ingår i släktet Piezophidion och familjen långhorningar. Inga underarter finns listade i Catalogue of Life.